# Ingrīda Latimira

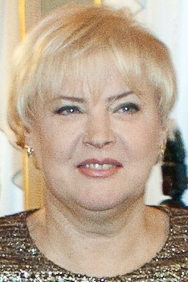
Ingrīda Latimira

Ingrīda Latimira ehemals Ingrīda Ūdre (* 14. November 1958 in Riga; † 13. Juli 2024) war eine lettische Politikerin. Sie war im Jahr 2004 designierte EU-Kommissarin für Steuern und Zollunion.

## Werdegang
Ingrīda Ūdre studierte von 1977 bis 1984 Wirtschaftswissenschaften in  Riga. Sie war seit 1998 Abgeordnete im lettischen Parlament und zuletzt Parlamentspräsidentin. Im Jahre 1999 war sie Wirtschaftsministerin ihres Landes. Wegen der Kritik an der designierten EU-Kommission Barroso bei der Anhörung vor dem europäischen Parlament zog die lettische Regierung ihre Kandidatur als EU-Kommissarin zurück. An ihrer Stelle wurde Andris Piebalgs in die Kommission entsandt.
Nach einem zwischenzeitlichen Rückzug aus der Politik arbeitete sie ab April 2013 wieder als Konsultantin für das Parteienbündnis Saskaņas Centrs.
Neben ihrer Muttersprache Lettisch sprach sie fließend Englisch und Russisch, nicht ganz so gut Deutsch und Französisch. Sie war verheiratet und hatte zwei Kinder. Ingrīda Latimira verstarb im Juli 2024 im Alter von 65 Jahren.